# 나카가와촌 (야마가타현 미나미무라야마군)
나카가와촌(中川村)은 야마가타현 미나미무라야마군에 있던 촌이다.
막부 말기에는 데와카미야마번(出羽上山藩)의 영지였다. 

## 역사
- 1889년 4월 1일 - 정촌제 시행에 의해 미나미무라야마군 나카가와촌이 성립하였다.
- 1954년 10월 1일 - 가미노야마정, 혼조촌, 히가시촌, 니시고촌, 아즈마촌, 미야오이촌과 합병, 시로 승격해 가미노야마시가 성립하여 소멸했다.

## 행정

### 소멸 당시(1954년 9월 30일) 개요
- 촌장: 기무라 타에몬
- 촌의회 의장 : 아이타 다케시
- 의원 정수 : 22명
- 면적 : 47.67k㎡
- 인구 : 5,379명
- 세대수 : 819세대

## 참고문헌
- 『市町村名変遷辞典』東京堂出版、1990年。